# Eleição intercalar em Ijok (2007)
A eleição intercalar de 2007 em Ijok ocorreu no dia 28 de Abril de 2007.
Esta eleição destinou-se a preencher um lugar na Assembleia de Selangor que se encontrava vago desde 4 de Abril de 2007. quando o seu ocupante, Datuk K. Sivalingam (59 anos) do Barisan Nasional, faleceu.
A luta foi travada entre K. Parthiban (38 anos) do Barisan Nasional (BN) e Tan Sri Abdul Khalid Ibrahim (61 anos) do Parti Keadilan Rakyat (PKR).

## Resultados
A afluência às urnas foi a maior de sempre, com 10,049 (81,88%) de um total de 12.272 recenseados a comparecer a este acto eleitoral.
O Barisan Nasional, partido governamental na Malásia conseguiu manter o lugar, com K. Parthiban a vencer o seu rival com uma diferença de 1.850 votos.
| Candidato                    | Partido                     | Votos |
| ---------------------------- | --------------------------- | ----- |
| K. Parthiban                 | Barisan Nasional (BN)       | 5.884 |
| Tan Sri Abdul Khalid Ibrahim | Parti Keadilan Rakyat (PKR) | 4.034 |